# Ministério da Justiça (Suécia)
| Ministério da Justiça Justitiedepartementet                     |                                    |
| Rosenbad 4, 103 33 Estocolmo http://www.regeringen.se/sb/d/1476 |                                    |
| Criação                                                         | 1809                               |
| Atual ministro                                                  | Gunnar Strömmer (Partido Moderado) |

O Ministério da Justiça (Justitiedepartementet) é responsável pela gestão dos assuntos respeitantes ao sistema judicial, ao apoio à atividade legislativa, aos tribunais e à polícia.

Entre as suas áreas de ação, está mencionado: Asilo, luta contra o terrorismo, prevenção e luta contra o crime, defesa civil, direito da família, constituição e integridade de direitos, gestão de crises, migração, segurança judicial e tribunais.

Este ministério é dirigido pelo Ministro da Justiça e alberga o Ministro das Migrações.

Cerca de 330 pessoas trabalham no Ministério da Justiça da Suécia, das quais cerca de 4% são nomeadas politicamente.

## Ministros do Ministério da Justiça
- Ministro da Justiça e do Interior (Justitie- och inrikesminister)
- Ministro das Migrações e Vice-ministro da Justiça (Migrationsminister och biträdande justitieminister)

## Agências governamentaisdo Ministério da Justiça
O Ministério da Justiça da Suécia tutela, entre outros, os seguintes órgãos e departamentos:
- Agência Nacional das Migrações (Migrationsverket)
- Autoridade Nacional da Polícia (Polismyndigheten)
- Autoridade Nacional das Eleições (Valmyndigheten)
- Autoridade Nacional do Crime Económico (Ekobrottsmyndigheten)
- Conselho Nacional das Reclamações dos Consumidores (Allmänna reklamationsnämnden)
- Conselho Nacional para a Prevenção do Crime (Brottsförebyggande rådet, Brå)
- Conselho Nacional de Inspeção de Dados (Datainspektionen)